# 6 Heures d'Estoril
Les 6 Heures d'Estoril sont une course d'endurance pour voitures de sport disputée sur le circuit d'Estoril, à 18 kilomètres de Lisbonne.
Le format long de l'épreuve y a été disputé à deux reprises, en 2001 et 2011.
L'équipe la plus titrée est Pescarolo Sport avec 3 victoires.
Depuis 2014 et le retour de l'European Le Mans Series, le format de course de 4 heures prime.
Malgré une première édition datant de 1977, l'épreuve n'a connu que sept éditions.

## Palmarès
| Année                        | Vainqueur(s)                                              | Écurie                 | Voiture                           | Distance/Durée      | Appellation                                | Championnat                                           |
| ---------------------------- | --------------------------------------------------------- | ---------------------- | --------------------------------- | ------------------- | ------------------------------------------ | ----------------------------------------------------- |
| 1977                         | Arturo Merzario                                           | Autodelta              | Alfa Romeo T33/SC/12              | 2 heures 30 minutes | Prémio International da Costa do Sol       | Championnat du monde des voitures de sport (Groupe 6) |
| 1978 à 2000: Non disputé(e)s |                                                           |                        |                                   |                     |                                            |                                                       |
| 2001                         | Jean-Christophe Boullion Laurent Redon Boris Derichebourg | Pescarolo Sport        | Courage C60-Peugeot               | 1 000 kilomètres    | Mil Quilômetros do Estoril                 | European Le Mans Series                               |
| 2002                         | Olivier Beretta Nicolas Minassian                         | Oreca                  | Dallara LMP-Judd                  | 2 heures 30 minutes | Campeonato FIA Carro desportivo de Estoril | Championnat FIA des voitures de sport                 |
| 2003                         | Jean-Christophe Boullion Stéphane Sarrazin                | Pescarolo Sport        | Courage C60 EVO-Peugeot           | 2 heures 30 minutes | Campeonato FIA Carro desportivo de Estoril | Championnat FIA des voitures de sport                 |
| 2004 à 2010: Non disputées   |                                                           |                        |                                   |                     |                                            |                                                       |
| 2011                         | Emmanuel Collard Julien Jousse                            | Pescarolo Sport        | Pescarolo 01 Evo-Judd             | 6 heures            | 6 Horas de Estoril                         | Le Mans Series                                        |
| 2012 et 2013: Non disputées  |                                                           |                        |                                   |                     |                                            |                                                       |
| 2014                         | Vincent Capillaire Jimmy Eriksson (en)                    | Sébastien Loeb Racing  | Oreca 03 - Nissan-VK45DE 4.5L. V8 | 4 heures            | 4 Horas de Estoril                         | European Le Mans Series                               |
| 2015                         | Pierre Thiriet Ludovic Badey Nicolas Lapierre             | Thiriet par TDS Racing | Oreca 05 - Nissan                 | 4 heures            | 4 Horas de Estoril                         | European Le Mans Series                               |
| 2016                         | Simon Dolan Giedo van der Garde Harry Tincknell           | G-Drive Racing         | Gibson 015S Nissan                | 4 heures            | 4 Horas de Estoril                         | European Le Mans Series                               |